# Palazzolo sull'Oglio
Palazzolo sull'Oglio est une commune italienne de la province de Brescia, dans la région Lombardie.

## Administration
| Période                                  | Période  | Identité          | Étiquette | Qualité |
| ---------------------------------------- | -------- | ----------------- | --------- | ------- |
| 1995                                     | 1999     | Marino Gamba      | PPI       |         |
| 1999                                     | 2003     | Giampiero Metelli | Lega Nord |         |
| 2003                                     | 2009     | Silvano Moreschi  | FI        |         |
| 2009                                     | 2012     | Alessandro Sala   | PdL       |         |
| 2012                                     | En cours | Gabriele Zanni    | PD        |         |
| Les données manquantes sont à compléter. |          |                   |           |         |

### Hameaux
San Pancrazio

### Communes limitrophes
Adro, Capriolo, Castelli Calepio, Chiari, Cologne, Erbusco, Grumello del Monte, Palosco, Pontoglio, Telgate

## Fêtes, foires
- Début septembre : Fête de Mura, la foire du quartier le plus ancien et caractéristique de la ville.